# Bobbingworth
Bobbingworth är en by och en civil parish i Epping Forest i Essex i England. Orten har 279 invånare (2001). Byn nämndes i Domedagsboken (Domesday Book) år 1086, och kallades då Bubingeordea.